# Ебнер Даблдей
Ебнер Даблдей (англ. Abner Doubleday; 26 червня 1819 — 26 січня, 1893) — офіцер армії Сполучених Штатів Америки, генерал союзу під час громадянської війни в США. Він зробив перший постріл в битві за форт Самтер, першій битві війни і грав важливу роль у перших боях в битві при Геттісберзі.

## Ранні роки
Він брав участь у війні з Мексикою 1846—1848.

## Громадянська війна
У 1858 році Даблдей був переведений до форту Молтрі в Чарльстонській гавані й на початку громадянської війни мав звання капітана і був другим за старшинством офіцером форту після Роберта Андерсона. Він командував гарматою, яка зробила перший постріл 12 квітня 1861 у відповідь на обстріл конфедератів.
14 травня 1864 він був підвищений до майора і з червня по серпень командував артилерійським департаментом у долині Шенандоа, а потім артилерією в дивізії Натаніеля Бенкса. 3 лютого 1862 роки йому надали звання бригадного генерала волонтерів і направили на службу в Північну Вірджинію, де він став командувати 2-ю бригадою в дивізії Кінга в III-му корпусі Вірджинської армії. На цій посаді він взяв участь у Другій битві при Бул-Рані, при чому його бригада вступила в бій другою, майже відразу після бригади Гібона.
Під час Мерілендської кампанії корпус Макдауелла був повернутий до складу Потомакской армії і Даблдей, вже в складі цієї армії, взяв участь у боях у Південній Гори, де дивізійний командир Хетч був знову поранений і Даблдей прийняв командування дивізією. У битві при Ентітемі Даблдею довелося очолити ранкову атаку 17 вересня і вести дивізію в наступ через знамените кукурудзяне поле. Дивізія змогла знищити супротивника, але потрапила під атаку техаської бригади і змушена була відійти з важкими втратами. Сам Даблдей був поранений осколком у цьому бою. За цей бій він отримав тимчасове звання підполковника регулярної армії, а в Березень 1863 був підвищений до генерал-майора волонтерів (заднім числом від 29 листопада 1862). У битві при Фредеріксберзі його дивізія задіяна не була. Після реорганізації I-го корпусу Даблдей став командувати 3-ю дивізією. У травні 1863 року під час битви при Чанселорсвіллом, його дивізію тримали в резерві.

### Геттісберг

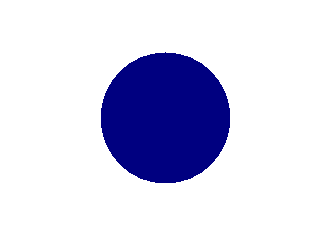
Знак розрізнення дивізії Даблдея

1 липня 1863 року Перший корпус Потомакської армії першим прибув під Геттісберг, де вже вели бій кавалеристи Джона Бафора. Першою підійшла дивізія Водсворт, потім дивізія Робінсона, і третій — дивізія Даблдея, яка встала на лівому фланзі корпусу. Коли був убитий корпусний командир Джон Рейнольдс, Даблдей виявився першим по старшинству і прийняв командування корпусом. Під його командуванням корпус (близько 9 500 вояків) п'ять годин тримав оборону проти десяти бригад конфедерації, але в підсумку був звернений до втечі й відступив з важкими втратами на Кладовищенський пагорб. У цій битві корпус втратив дві третини свого складу і перестав існувати як ефективна бойова одиниця. Через півроку він був розформований.
Ще під час битви, 2 липня 1863 року, командувач армії Джордж Мід відсторонив Даблдея від командування і замінив його на Джона Ньютона, незважаючи на те, що Ньютон був нижче за званням. В основному це сталося через дезінформацію з рапорту Говарда, який повідомив, що I корпус відступив з позиції першим. Однак, у Міда були сумніви в здібностях Далдея ще з часів бою в Південних Горах. Даблдей був сильно ображений таким ставленням, проте повернувся до командування дивізією. На другий день він був поранений в шию і згодом отримав тимчасове звання полковника регулярної армії за Геттісберг. Після бою він офіційно зажадав відновити його на посаді командира I-го корпусу, але Мід відмовив, і Даблдей поїхав до Вашингтона.

## Післявоєнна діяльність
Після війни Даблдей отримав патент на трамвай на канатній тязі в Сан-Франциско. Цей трамвай досі там функціонує. Останні роки він провів у Нью-Джерсі, де займав пост президента американської секції Теософського товариства. Даблдей також широко відомий як творець бейсболу, хоча його вклад і заперечується багатьма спортивними істориками. Ймовірно він просто упорядкував правила цієї гри, яка була відома за багато років до нього.
Похований на Арлінгтонському цвинтарі як видатний військовий діяч.